# NGC 732
NGC 732 ist eine linsenförmige Galaxie vom Hubble-Typ S0 im Sternbild Andromeda am Nordsternhimmel. Sie ist schätzungsweise 269 Millionen Lichtjahre von der Milchstraße entfernt und hat einen Durchmesser von etwa 110.000 Lj.
Im selben Himmelsareal befinden sich u. a. die Galaxien NGC 712, NGC 717, NGC 759, IC 178.
Das Objekt wurde am 5. Dezember 1883 von dem französischen Astronomen Édouard Jean-Marie Stephan entdeckt.